# Nicolas Dewalque
Nicolas Dewalque (ur. 8 sierpnia 1941 w Riemst) – były belgijski piłkarz występujący podczas kariery na pozycji obrońcy.

## Kariera klubowa
Całą piłkarską karierę Nico Dewalque spędził w klubach z Liège. W latach 1963–1976 występował w Standardzie. Ze Standardem trzykrotnie zdobył mistrzostwo Belgii w 1969, 1970, 1971 oraz dwukrotnie Puchar Belgii w 1966 i 1967. W barwach Standardu Dewalque rozegrał 376 spotkań i strzelił 24 bramki. Ostatnie trzy lata kariery spędził w RFC Liège.

## Kariera reprezentacyjna
W reprezentacji Belgii Dewalque występował w latach 1967–1975. W 1970 uczestniczył w mistrzostwach świata. Na Mundialu w Meksyku wystąpił we wszystkich trzech meczach grupowych z Salwadorem, ZSRR i Meksykiem. W 1972 i 1973 uczestniczył w przegranych eliminacjach mistrzostw świata 1974. Ogółem w reprezentacji Belgii rozegrał 33 spotkania.